# 임사홍
임사홍(任士洪, 1445년 ~ 1506년 음력 9월 2일)은 조선시대 전기의 문신이자 외척, 사상가, 성리학자이다. 본관은 풍천 초명은 임사의(任士毅), 자(字)는 이의(而毅)이다. 신수근 등과 함께 폐비 윤씨 사사 사건을 연산군에게 알려 갑자사화의 빌미를 제공한다. 음서로 출사한 뒤 사재감사정과 사직을 거쳐 1465년(세조 11년) 알성문과에 급제하여 관직은 숭록대부 지중추부사(崇祿大夫 知中樞府事)에 이르렀다. 작위는 풍성군(豊城君)이다.
조선 왕실의 인척이자 겹사돈으로 효령대군의 손녀이며 보성군의 딸인 전주 이씨와 결혼하여 왕실의 인척이 되었으며, 그 아들 임광재는 예종의 딸 현숙공주와 혼인하고, 다른 아들 임숭재는 성종의 딸 휘숙옹주와 혼인하여 두 임금의 사돈이기도 했다. 다른 아들 임희재는 사림파 정치인이었다. 관료생활 초반 한명회를 규탄하는 등 소신으로 활동하다가 1478년의 흙비 문제를 놓고 금주와 근신을 주장하는 대간에 대해 대단하지 않은 변고에 술을 금지할 필요가 있느냐고 비판했다가 언관들과 갈등하다 12년간 유배상활을 했다.
이후 사역원과 승문원에서 한어를 가르치다가 이조판서(吏曺判書), 병조판서, 숭정대부가 되었다가 1504년 풍성군에 봉해지고, 우참찬, 좌참찬을 거쳐 숭록대부 지중추부사에 이르렀다. 한 때 삼정승의 물망에 오르기도 했다. 그러나 중종반정 직후 살해된 뒤 20일만에 부관참시당했다. 글재주에 능하여 많은 신도비와 묘비명을 썼고, 저서와 작품을 남겼으나 묘비명을 제외한 작품들은 대거 실전되었다.
그 뒤 아들 임숭재가 연산군의 총애를 얻어 정계에 복귀했다. 이후 폐비 윤씨 추숭 문제를 놓고 사림파(士林派)와 갈등하던 연산군에게 유자광, 신수근 등과 함께 장흥군부인 신씨와의 상봉을 주선한다. 사림파를 해치기 위해 갑자사화를 일으켰다는 설이 통설로 제기되어 왔으나 갑자사화 때는 그를 변호하던 훈구파 인사들이 대거 희생되었고, 직접적인 원한관계에 있는 인물은 처조카 이심원만이 유일했으므로 1970년대 이후 궁중파대 부중파의 갈등이라는 새로운 시각이 대두되었다. 셋째 아들 임희재는 김종직의 제자였고, 연산군과 중종 때의 사림파 정치인 남곤(南袞)은 그의 외사촌 동생이었다.

## 생애

### 생애 초반

#### 출생과 초기 활동
임사홍은 1445년 의정부좌찬성 임원준과 남규(南珪)의 딸인 정경부인 의령 남씨의 아들로 태어났다. 남규(南珪)는 개국 공신 남재의 후손이며, 연산군과 중종 때의 사림파 정치인인 지정 남곤의 친할아버지로, 그는 남곤의 외사촌 형이기도 했다.
그러나 남곤은 임사홍을 안좋게 보았는데, 중종 말 김안로를 제거하면서 김안로가 임사홍보다도 더 사악한 인간이라 지목했다. "임사홍(任士洪)은 어리석은 사람이고, 노기(盧杞)의 재주도 안로에게는 미치지 못할 것이다. 김안로는 임사홍과 노기를 합쳐 한몸이 된 사람이다. 우리들이 어떻게 끝까지 그 사람의 수족(手足)을 견제할 수 있겠는가? 그가 하루를 밖에 있으면 조정이 하루가 편안하고, 한 해를 밖에 있으면 조정이 한 해가 편안할 것이다. 이렇게만 되면 만족하겠는데 ( ‘任士洪愚人也, 盧杞之才, 不及安老。 安老則合任、盧而爲一身者也。 吾輩豈能終縶此人之手足哉? 〔彼在外一〕 日, 則朝廷安一日, 在外一年, 則朝廷安一年。 如是而足矣。 )"라는 것이다.
처음 이름은 사의(士毅)였으나 뒤에 사홍(士洪)으로 개명하였다. 효령대군의 손녀딸이자 보성군 이합의 딸인 전주 이씨와 결혼하여 왕실의 인척이 되었다. 그를 비난한 이심원은 보성군의 아들 평성도정의 아들로 처 이씨의 배다른 조카였다.
어려서부터 기억력이 좋았고 글을 잘 지었다. 그 뒤 한성부의 저명한 문인에게 수학하였으나 그가 후일 간신의 대명사로 몰렸으므로 그의 스승이 누군가는 알려지지 않았다.

#### 청년기
이후 문하에서 수학하다가 가문의 음덕으로 음서로 출사하게 된다. 음서(蔭敍)로 출사하여 사재감사정(司宰監司正)에 이르렀다. 그 뒤 성균관에 입학하여 성균관유생으로 수학하였다.
1465년(세조 11년) 세조의 왕명을 받고 특별히 경서를 강론하였다.
사재감사정을 거쳐 사직(司直)으로 재직 중인 1465년(세조 11년) 알성문과에 3등으로 급제하여 요직에 발탁되었다.

#### 과거 급제와 관료생활 초반
1466년 다시 과거 시험에 응시하였으나 다른 응시자와 답이 같다는 이유로 급제하지 못하였다. 그 뒤 다시 사재감사정(司宰監司正)을 거쳐 홍문관교리 등을 지냈다. 그는 조정의 공신들과 외척들이 권력을 남용한다고 비판하였으며 당대의 권신인 한명회, 신숙주 등의 월권행위를 줄기차게 비난하기도 했다.
그 뒤 1468년 외척인 남이와 강순 등이 역모를 한다고 비난할 때, 그들이 역모를 했다고 믿지 않던 그는 남이, 강순 공격에 가담하지 않았다. 그러나 1469년 ~ 1474년 사이(조선 성종 재위 기간) 조정의 대신들에게 ‘소인배’라는 말을 들을 만큼, 임사홍은 조정 대신들의 큰 공공의 적으로 몰리게 된다. 그러나 1478년 언관들과의 사소한 일로 마찰을 빚게 된다.
1468년(예종 1년) 예종 즉위 후 봉상시첨정(奉常寺僉正)이 되고, 1469년(예종 2년) 1월 1일 사섬시정(司贍寺正) 최영린(崔永潾)과 예빈시 부정(禮賓寺副正) 김신몽(金信蒙)·성균 사성(成均司成) 고태정(高台鼎) 등과 함께 명나라 사신을 접대하기 위한 원접사절단의 일행으로 개성에 파견되었다. 윤 2월에 되돌아와 통훈대부로 승진, 사재시정(司宰寺正)이 되었다.

### 관료 생활

#### 언관, 경연관 활동과 직언
글씨에도 자타가 인정하는 당대 최고였던 그는 성종 즉위 초, 성종의 명을 받아 월산대군(月山大君) 이정(李婷)의 신도비문(神道碑文)을 지었다. 이후 승문원(承文院)에 보직되었다가 간관들의 탄핵을 받고 파직되었다가 왕이 간관들을 해임한 뒤에 다시 등용되었다.
성종 즉위 후 행예문관 전한 지제교 겸 경연 시강관(行藝文館典翰知製敎 兼經筵侍講官)이 되어 경연에 참여하였고, 이어 홍문관전한(弘文館典翰)과 승문원 참교(承文院參校)를 겸하였으며 그 뒤 춘추관 수찬관(修撰官)을 겸하여 《세조실록》 편찬과 《예종실록》 편찬에 참여하였다.

#### 개혁, 감찰 활동
그 뒤 사재감정(司宰監正)이 되었다. 1469년 성종 즉위 직후 그는 조정에 내불당(內佛堂)을 철거할 것을 청하는 상소를 여러 번 올렸다. 1470년 다시 내불당을 철거할 것을 청하는 상소를 올렸다. 그의 상소에 왕실은 내불당을 옮길 것을 결정하고 대신들에게 적당한 곳을 물색하게 했다. 그해 4월 예문관을 겸관하였다. 1471년 1월에는 경연시강관(侍講官)이 되었으며, 그때 경연장에서 대간이 불경을 사올 것을 건의한 것을 논박하고, 흉년을 대비한 곡식 수송을 독촉할 것을 건의하였다. 그 뒤 다시 사재감정이 되어 영성부원군(寧城府院君) 최항(崔恒)으로부터 문장력을 인정받아 추천되었다.
1471년 초에는 한명회, 신숙주 등과 경연시강관의 한사람으로 성균관 문묘에서 경연을 강론하였고, 그해 10월 9일에는 왕에게 《국조보감(國朝寶鑑)》을 강론하고 상으로 활 1장(張)을 하사받았고, 10월 11일에는 밤에 경연을 강하고 유의(襦衣)를 선물로 받았다. 그해 12월 세조실록 편수관(編修官)에게 상을 하사할 때 아마 1필과 향표리(鄕表裏)를 상으로 받았다.
1471년말 예문관 전한(藝文館典翰)이 되고 1472년 1월 평안도병마절도사의 선위사로 파견되었다. 그 뒤 홍문관 교리로 있을 때 강직한 성품으로 소신으로 직언을 했다. 그해 승정원승지로 발탁되었다가 경연관이 되었다.
훗날 그가 27세의 나이에 승지로 발탁되어 화제가 되기도 했다.
1472년 경연관으로 경연에서 재상도 금지령을 어기고 잘못하면 용서함이 없이 벌을 주어야 된다고 건의했다가 승정원승지들이 문제삼았으나 성종이 '임사홍이 아뢴 말을 무엇 때문에 핍박하여 쓰게 하였는가'며 승지들을 꾸짖었다.
6월 행 사헌부 집의(行司憲府執義)가 되었다. 7월에는 종친과 결탁하여 불법을 행한 김지경·김계창·방호련 등을 처벌할 것을 건의하였고, 7월 21일에는 부패행위 등을 자행한 이숙(李塾)·강의산(康義山)·김정광(金庭光)·이숭수(李崇壽) 등을 탄핵하였다. 그러나 왕이 무마시키자 이틀 뒤 다시 김계창, 김지경 등을 탄핵하였다. 8월에는 사간원 대사간(司諫院大司諫) 성준(成俊)과 함께 오백창(吳伯昌) 등을 옥사를 그르쳤다 하여 탄핵하는 등 불법이나 위법행위를 자행한 대소신려들을 가리지 않고 공격하였다.
이러한 그의 능력과 글재주로 성종 초반 왕의 총애를 받았으며 사간원대사간, 예조참의 등을 거쳐 승정원도승지, 이조판서가 되었다.

#### 경연 활동
1472년(성종 3년) 9월에는 예문관의 관원을 70명을 선발한 것이 부족하니 더 선발해야 된다는 부제학 유권의 건의에 반발하여 적당하다고 반론을 제기하였다. 12월에는 강원도 평창의 지방관으로 발령되었으나 규피하고 부임을 미룬 김순성(金順誠)을 탄핵, 서용하지 말 것을 건의하였다. 그러나 12월 8일 다시 사헌부 집의로 왕에게 한명회를 죄줄 것을 상소했다가, 그로 인해 사헌부의 관원이 모두 갈리게 되었다. 사헌부 대사헌 권감(權瑊)이 책임지고 인책사퇴하려 하였으나 다른 사헌부 관원들과 함께 스스로 사직을 청하였고 곧 체차되었다. 1473년 1월 성균관사예가 되었다.
이미 과거급제 직후부터 경연관을 겸하여, 1466년 이후 본직 외에도 매일 경연에 참여하였다.
1473년 11월에는 사예(司藝)로 선정전(宣政殿)에 나가 고림정(高林正) 이훈(李薰)·풍성 부정(豐城副正) 이강(李杠)과 문신(文臣)인 사예 장계이(張繼弛), 생원(生員) 손집경(孫執經) 등과 함께 경연을 강하였다. 1474년(성종 5년) 1월 통정대부 예문관 부제학(藝文館副提學)으로 승진하였다.
1474년(성종 5) 성종의 의경세자(의경왕)의 추가 시호를 청하는 것을 잘못된 것이라며 반대하였으나 왕이 듣지 않았다. 그해 12월 참찬관(參贊官)이 되었다. 한편 1475년 새로 형방승지가 되어 경연에 대한 것을 모르는 신정(申瀞)을 도와주기도 했다. 이를 두고 실록은 '신정은 성품이 말을 잘하여 일찍이 형방 승지(刑房承旨)가 되어서는 아뢰는 일이 자못 자상하였다. 그러나 배우지 아니하고 재주가 없어, 천인(天人)의 이치를 그가 아는 것이 아니고, 임사홍의 말을 따라서 모르는 것을 억지로 급작스럽게 함부로 대답을 하니, 듣는 자가 그를 비웃었다.'라며 비방하기도 하였다.
1475년 6월 17일 통정대부 동부승지(同副承旨)가 되고 6월 25일 왕명으로 신숙주의 빈소를 조문하고 돌아왔다.
7월 승정원 우부승지(承政院右副承旨), 1476년 3월 좌부승지(左副承旨)가 되었다가 닷새만에 우승지(右承旨)로 승진하였다. 77년에는 명나라에 파견되는 성절사와 주문사가 모두 공신이라 하여 형평성에 어긋남을 논하기도 하였다.
1477년 폐비 윤씨가 성종의 용안을 긁은 일로 대간과 사헌부, 의금부 등의 탄핵을 받았다. 그러나 그는 왕비는 세자 융(후일의 연산군)의 생모이므로 세자를 봐서라도 탄핵해서는 안 된다며 강하게 반대하였다. 그러나 폐비를 반대한 일로 그는 간사한 인물이라는 인신공격을 당하게 된다.

#### 과부 재혼사건
1477년(성종 8년) 승정원승지가 되었다. 이때 유자광과 결탁, 지평 김언신(金彦辛)을 사주하여 자신의 조카사위이며, 효령대군의 손자 서원군(瑞原君)의 사위인 승정원도승지 현석규(玄錫圭)를 '왕안석(王安石)과 같은 소인'이라고 탄핵하도록 사주하였다.
의지할 곳이 없던 과부 조씨는 중매를 통해 김주와 재혼하였다. 그러나 그녀에게 의존하던 친정오라비와 형부는 조씨의 재산이 김주에게 넘어가는 것을 염려하여, 조씨를 폭행하면서까지 둘을 갈라놓으려 했다. 그들은 김주가 조씨를 강간했다고 소장을 제기하였으나 무고임이 드러났고, 이들은 여러 관청에 뇌물을 바쳤다. 이들에게 뇌물을 받은 승정원의 한확은 도승지 현석규를 제외한 다른 승지인 임사홍, 홍귀달을 설득하였다. 그리하여 동부승지 홍귀달이 최종 결정을 내려 '김주라는 사내가 조씨의 집에 기숙하는 것을 보았으니 오라비 된 입장에서 강간으로 오해할 수 있다'며 그들을 변호하였다.
그런데 이때 도승지 현석규가 자신만 빼놓고 결정한 것에 분노하여 홍귀달과 싸움이 붙었다. 화가 난 성종은 승지들을 모두 해임했고 그도 이때 체직되었다. 그러나 현석규에 대한 비판이 계속되자 성종은 오히려 현석규를 4자급을 승진시켰고, 얼마 뒤 임사홍이 도승지직에 오르게 된다.
김언신에 이어 유자광이 직접 현석규를 탄핵하는 상소를 올렸는데, 성종은 이를 붕당을 만들어 자기 편을 옹호한 일로 보고 김언신을 하옥하였다. 뒤에 이 일이 임사홍의 사주에 의한 것으로 밝혀져 그는 의주로, 유자광은 동래로 각각 유배되었다.

#### 사림파와의 갈등
승정원 도승지로 재직 중인 1478년(성종 9년) 4월 비가 많이 쏟아졌는데, 흙으로 된 흙비가 내리는 변괴가 생겼다. 사간원·사헌부·홍문관에서는 이것을 하늘의 경고로 받아들여 근신해야 하며, 당분간 술을 일절 금지해야 한다는 합동 상소를 올렸다. 그러나 이때 임사홍은 지나치게 강경해진 대간을 비판한다.
그런데 이때 임사홍은 "그리 대단하지 않은 변괴인데, 이제 곧 국가의 제사가 연이을 지금 술을 일절 금지하는 것은 적절치 않다"고 주장했다. 대단하지 않은 변괴를 하늘의 경고라고 주장하는 것은 과하다는 것이 왕과 승지들의 공통된 생각이었다. 그러나 삼사의 태도는 매우 강경했다. 이때 임사홍이 "무조건 언론에서 하라는 대로만 해서야 되겠습니까"라고 항의를 하였다.
삼사는 곧바로 임사홍을 맹렬하게 성토하였다. 그의 비판 중 술을 금해야 한다는 요구를 반대한 것은 '퇴폐 향락 풍조를 부추겼다'는 혐의를 걸기 좋았고, 흙비의 중대성을 낮춰 보았으니 “하늘의 뜻을 우습게 알았다”고 비난하기 알맞았다. 임사홍이 효령대군의 손녀사위이며 두 아들이 예종과 성종의 사위로서 왕실의 겹사돈이었던 점은 '외척의 발호를 경계해야 한다'는 태종이 세운 조선 정치론의 원칙에 부합하였다. 언관들의 맹렬한 성토로 파직되어 유배되었고, 아무도 그를 나서서 구제하지 않았다.
1478년(성종 9년) 1월 통정대부 이조참의, 4월 승정원 도승지(承政院都承旨)가 되었으나 언관들로부터 계속 공격당했고, 그해 유자광 등과 함께 파당을 만들어 횡포를 자행했다는 이유로 유배되었다. 곧 며느리인 공주가 보고 싶어한다는 이유로 유배에서 풀리지만, 조선 성종 재위 기간에는 큰 활약을 하지 못하였다.

#### 유배 생활
그가 몰락하자 그의 주변에 오던 친구들도 왕래를 끊었고 그는 실의의 나날을 보내게 되었다. 그러나 유배지에서 글과 서예를 가르치며 소일하였다. 그 뒤 성종의 특별 지시로 1488년 11월 절충 장군 부호군(折衝將軍副護軍)에 제수되었다.
대간들의 말대로라면 그는 목숨까지 잃을 뻔했다. 그러나 성종은 이를 끝까지 거부했고, 그를 귀양에서 풀어주려 애쓰다가 안되자 둘째 아들 임숭재와 자신의 서녀 휘숙옹주를 혼인시키기까지 했다. 임사홍이 워낙 총애하던 신하이기도 했지만, 나중에 보니 스스로도 임사홍의 혐의라는 것이 의심스러워져서이기도 했다.

#### 교육, 외교 활동
그러다 한학과 중국어에 능통하였고 일본어, 여진어 등도 구사하는 재주를 인정받아 1490년(성종 21년) 명나라에 파견되는 관압사(管押使)가 되어 연경에 다녀왔으며, 1491년 9월 승정원 도승지가 되었다. 그러나 이전에 흙비 때 과도한 근신을 비판한 일로 계속 언관들의 탄핵에 시달렸다. 1491년 다시 선위사(宣慰使)로 명나라에 다녀왔다. 귀국 이후에는 사역원에서 한어(漢語)를 가르치기도 했다.
1492년(성종 23년) 2월 그를 선위사로 삼은 것이 옳지 못하다며 사헌부와 사간원이 탄핵하였다. 이후 1492년 한 해동안 사헌부와 사간원에서 계속 그를 탄핵하였다. 그해 9월 승문원에 출사하여 한어(漢語)를 가르쳤다.
1496년(성종 26년) 행 부호군(行副護軍)이 되었다.

#### 정계 복귀와 무오사화 전후
연산군 즉위 후 공신적장자에 대한 가자로 1계급 승진하여 가선대부가 되었다. 1497년(연산군 3년) 4월 가선(嘉善) 상호군(上護軍)이 되었다. 이때 대간이 그의 가자가 부당하다고 논박하였으나 연산군이 듣지 않았다. 그해 12월 다시 가선 대부 상호군(嘉善大夫上護軍)이 되었다.
연산군 때에 그 아들 임숭재가 부마(駙馬)로 임금의 총애를 얻자, 그 연줄로 갑자기 높은 품계에 올랐다. 그러나 아들 임희재가 김종직의 문하생으로 무오사화 당시 곤장 100대를 맞고 함경도 종성으로 유배되었다가 곧 풀려났다. 그러나 희재는 뒤에 1504년 갑자사화 때 죽임을 당하였다.
갑자사화 때 이극균과의 친분 때문에 처형당할뻔 하나 폐비윤씨를 변호한 일로 죄를 면한다. 그는 방방곡곡을 다니며 얼굴 반반한 여자를 찾아내 연산군에게 바치는 '채홍사' 중 하나가 되었다. 그러나 수치심을 느낀 그는 이를 모욕적인 대우라고 여겨 연산군이 부여한 채홍사 일을 태만하게 하였다.
연산군은 그가 미녀를 데려오는 실적이 신통치 않음을 지적하며 "다 죽게 된 거나 마찬가지인 신세에서 구해줬거늘, 쓸모없는 늙은이가 은혜도 모르는구나" 하며 경연장에서 그에게 공개적으로 면박을 주기도 했다.

#### 채홍사 거부와 연산군과의 갈등
임사홍은 사화 이후 정식으로 등용되어 병조판서가 되었지만 결코 조정의 원로대신 취급을 받지 못했다. 주 임무는 여전히 글씨 쓰기와 묏자리 알아보기, 그리고 채홍사로서 지방을 다니며 미인들 모아오기였다.
그가 채홍사 노릇을 했다는 사실은 후대에 간신으로 손가락질받게 되는 근거의 하나인데, 사실 그가 적극적으로 임했던 것 같지는 않다. 미인이 많다고 소문난 평안도에서 미인을 뽑아오라고 보냈더니 뽑기는 뽑았지만 기준에 두루 맞는 미인이 하나도 없어 안되겠다는 보고를 올린 내용이 실록에 기록되어 있다. 그는 처음에는 할 수 없다고 피하다가 마지못해 채홍사로 방방곡곡을 돌아다녔다.
그러자 연산군은 벌컥 성을 내며 신하들 앞에서 그를 매도하였다.
| “ | 이미 뽑았다면 거느리고 와서 복명(復命)함이 옳거늘, 달랑 보고만 올리는 것이 무엇이냐? 전에 사홍이 여러 사류(士類)에게서 배척을 받기 거의 수십년에, 내가 특별히 임용하여 마치 물에서 건지고 불에서 구해준 것과 같으니, 나라를 위하여 신명을 다 바쳐야 하거늘! 사홍은 약간의 재주가 있다고 하나 덜 떨어진 자이다. | ” |

이후에도 그는 채홍사를 회피하거나 소극적으로 하였다. 그러자 연산군은 그가 이극균과 친했던 점을 언급하며 그를 위협하기도 했다.

### 생애 후반

#### 폐비윤씨 사건 확대
즉위 직후 사초의 기록을 우연히 찾아 본 연산군은 정현왕후가 자신의 생모가 아니며 생모인 폐비 윤씨가 사사당했다는 것을 알게 된다.연산군은 생모인 폐비 윤씨를 왕후로 추숭하려는 사업을 시도했고, 이때 사림파 관료들은 선왕 성종의 유지를 이유로 폐비 윤씨의 추숭을 반대했다.
후대의 사림들의 주장에 다르면 이시기에 임사홍은 자기집에 몰래 찾아온 연산군에게 폐비윤씨의 사형사실을 알려 갑자사화를 일으켰다고 주장한다. 다른 주장에서는 더 나아가 신수근, 유자광 등과 함께 폐비 윤씨의 생모 장흥군부인 신씨를 연산군과 만나도록 주선한다. 임사홍은 신수근과 함께 궐내에 출입하던 유자광을 통해 연산군에게 선을 댔다. 생모의 사사 외에 외할머니가 그때까지 생존해 있다는 사실을 처음 알게 된 연산군은 임사홍을 통해 외할머니 고령군부인 신씨를 만났고 신씨가 전해 준 피묻은 적삼을 보고 이성을 상실해 갑자사화를 벌였다고 후대의 사림들은 주장한다.
그러나 정작 임소홍은 갑자사화가 한창이던 상황에 연산군에게 죽었던 이극균과의 친분관계가 발각되어 유자광과 같이 사형당할뻔한 사람이었다. 비록 폐비 윤씨를 적극적으로 변호한 과거로 처벌은 면했지만 임사홍이 갑자사화를 적극적으로 주도했다는 주장은 전후관계를 살펴볼때 신뢰하기 어려운 기록이다. 나머지 기록들도 신빙성이 부족한게 연산군은 이미 즉위 초부터 생모의 사실을 어느정도 알고 있었고 사건의 계기라는 외할머니 장흥군부인 신씨도 이미 즉위초부터 소재를 파악해 한양에서 살게하면서 쌀과 곡식을 자주 지급해주고 있었다.(연산 2년 음력 10월 21일)
임사홍의 셋째 아들 임희재도 갑자사화 도중인 음력 10월 28일 능치처사로 사형을 당했다. 후대 사림들의 주장에 따르면 당시 임사홍은 아들 희재가 죽임을 당하던 날에도 슬픈 내색을 하지 않고, 평일과 다름없이 그의 집에서 연회를 베풀고 고기를 먹으며 풍악을 울리니, 연산군이 사람을 시켜 이를 엿보고는 더욱 신임과 은총을 더하였고 사람들은 그를 무서운 사람이라며 경계하였다는게 사림들의 주장이나, 정작 당시 실록 기록에는 임사홍은 같은시각 연좌제로 투옥되어 있다가 임희재의 처형 전날에 한양에서 추방당한 상황이라 신빙성이 부족한 기록이다.
후대 사림들은 임사홍을 갑자사화의 주범으로 규정하고 갑자사화때 원한을 가진사람들에게 복수해 이미 죽은 사람까지도 모두 부관참시(斬屍)하였다. 후대의 사림파들이 기록한 실록의 평가에 의하면 온 조정이 그를 승냥이나 호랑이처럼 두려워하여 비록 세 신씨(愼氏), 즉 신수근·신수겸·신수영 형제라 할지라도 또한 조심스럽게 섬겼다고 한다.

#### 가정의 불행
그는 가장 사랑하던 셋째 아들 희재를 잃었다. 임희재는 어려서부터 학문을 좋아해 김종직의 제자가 되었다.
연산군 4년 아버지 임사홍과 관련된 추문을 극복하고 장원급제를 하기도 하였다. 야사에 따르면 임희재는 집 병풍에다가 연산군을 진시황에 비기며 그의 폭정을 비판하는 시를 썼다. 연산군이 어느 날 임사홍의 집에 찾아갔다가 이 병풍을 보고 격노했다. 그리고 임희재를 죽이겠다고 하자 임사홍이 "그렇지 않아도 이놈이 불초하여 제가 먼저 처치하시라고 아뢰려 하였습니다"라고 대답했다. 아들이 죽던 날, 그는 평소와 다름없는 태도로 잔치를 벌이고 흥청거리며 놀았다. 그날 저녁에야 연산군 일행이 떠나간 뒤 세인의 이목을 피해 대성통곡했다 한다.
다른 야사에서는 임희재가 아버지의 잘못을 간하자 연산군에게 그가 참소하여 죽이게 했다 한다. 최용범은 이 설의 신빙성을 의심한다. '사실이라면 참으로 비정한 아버지, 인간성이 결여된 사람으로 보인다.'고 평하였다 그러나 실록에는 임희재가 무오사화에 희생된 이목의 도당으로서, 이목의 집을 수색했을 때 시국을 비판하는 임희재의 편지가 나왔기 때문에 희생된 것으로 적혀 있다.
임사홍 자신도 유자광과 함께 이극균의 친구였다 하여 처형당할 뻔하기도 했다.
임사홍보다 연산군에게 더 가까웠던 또 다른 아들 임숭재 역시 연산군에게 농락당했다. 임숭재는 개인적으로 미인을 알선해서 연산군에게 공급하고 있었는데, 그 중에는 자신의 누이동생인 문성정(文城正) 이상의 부인도 있었다.

#### 위선과 야만성에 대한 체념
총명한 사람이던 임사홍은 이런 파행의 세월이 언제까지나 계속될 수 없음을 잘 알고 있었다. 그리고 미구의 그 날이 오면 자신이 먼저 희생될 것도 인식하였다. 그러나 그는 연산군의 폭주를 말리지 않았다. 그리고 자신에게 가해진 모욕도 담담히 받아들였다. 그는 자신도 책임의 일부를 쓰고 타죽을 것을 알면서도 집에 불을 지르는 사람과 같았다. 그는 사회가 뒤집어쓰고 있던 위선의 껍질을 벗기는 것으로 만족하고, 그래서 풀려난 야만성에 희생되기를 피하지 않았다.
그는 자신의 아들 희재, 사촌 동생 남곤 등이 연루되었으나 아무도 구원하려 하지 않았다. 그러나 사건을 추국하는 형관이 되는 것은 한사코 거부하였다. 다만 임사홍 본인부터가 갑자사화 때 연루되어 사형 직전까지 몰렸던 사람인 것은 염두에 둘 문제이다.

#### 생애 후반
1504년, 갑자사화가 벌어진다 중종때 사관들이 이 갑자사화가 임사홍이 이전에 당한 일에 대한 보복으로 연산군의 처남인 신수근과 모의하여 연산군의 생모인 폐비 윤씨 사건을 보고하여 갑자사화를 일으켜 사림파들을 숙청했다고 후대의 사관들은 주장하지만 정작 임사홍은 갑자사화 때 이극균과의 친분이 걸려 같이 사형당할뻔했으며 갑자사화도 이미 연산군이 즉위 직후부터 폐비윤씨 사건의 전말을 안다는 정황증거들이 매우 많아 중종때 주장된 임사홍이 갑자사화의 주범이라는 평가는 신빙성이 매우 떨어진다. 갑자사화 당시 전술한대로 본인도 이극균과의 친분문제로 사형당할 뻔했으나 과거 왕비윤씨의 폐출을 막은 공로로 목숨은 건졌다 그러나 아들인 임희재도, 외사촌 동생인 남곤도 김종직(金宗直)의 문인이었던 까닭으로 화를 입었으나 구제하지는 못했다.
1504년 6월 자헌 대부(資憲大夫) 풍성군(豊城君)을 거쳐 병조판서가 되었다. 7월초 겸 예문관 제학(兼藝文館提學), 이후 이조판서가 되었다가 다시 병조판서에 이르렀지만 사림파로부터 연산군의 악행과 폐륜적인 행동을 부추긴 인물로 지목되어 지탄의 대상이 되었다. 1495년에는 아들 임광재를 1505년 아들 임숭재를 병으로 잃었다.
1504년 8월초 그의 집에서 병이 나았다는 이유로 특별히 가자되어 8월 16일 종1품 숭정대부의 품계를 받아 숭정대부 병조판서(崇政大夫兵曹判書)가 되었다.
1505년 조선에 입국한 명나라사신을 맞이하는 원접사로 임명된 이조 판서 김수동(金壽童)이 원접사직을 사양하는 바람에 그가 원접사가 되었다. 그해 9월 숭록대부(崇祿大夫)에 가자되었다. 10월 병조판서로 연산군에게 건의하여 평안도관찰사로 부임하는 이에게는 가족을 데리고 함께 부임할 수 있게 배려해줄 것을 청하여 성사시켰다. 그 뒤 평안도병마절도사로 부임하는 이 역시 가족들을 함께 데리고 가도록 편의를 봐줄 것을 건의하였으나 사헌부, 사간원의 비판으로 받아들여지지 않았다.

### 최후
1506년 4월 이조 판서 김수동(金壽童)이 모친상을 당하여 사직하므로 다시 이조판서가 되었다. 이어 사직을 청하였으나 받아들여지지 않았다. 그러나 4월말 중국 사신에게 결례를 범했다 하여 국문을 당하였다.
7월 20일 우참찬으로 승진 7월 29일에는 다시 좌참찬이 되었다. 8월 17일 지사로 전임하였다가 닷새만에 예문관의 제술을 맡아보게 되었다.
글씨를 잘 썼으며 특히 촉체(蜀體) 해서(楷書)에 능하였으며, 작품으로는 광주의 서거정의 묘비명, 금천의 노사신의 신도비문, 양주의 박중선묘비문, 광주의 이계손묘비명, 한확 묘비명, 연천의 영원윤호묘비명, 월산대군의 비명 등이 전한다. 이후 정승의 물망에 올랐지만 경쟁자였던 신수근, 김수동 등에게 밀리고 끝내 1506년 음력 9월 2일 중종 반정 때 아우 임사영과 함께 반정군에게 붙잡혀 격살되었다. 향년 62세였다. 그의 시신은 서둘러 여주군 능현리 선영에 장사되었다. 그러나 임사홍이 죽은 뒤 20여일 후에 새 임금 중종에게 의금부가 아뢰기를 “임사홍은 선왕조에서 붕당과 결탁하여 조정을 문란케 하였으되 오히려 관전(寬典)을 입어 처단을 모면하더니 폐왕조에 이르러서는 그 아들 임숭재를 연줄로 하여 나인 장녹수에게 빌붙어 온갖 꾀를 다 부리며 악한 일을 하도록 부추겼고, 충직한 사람들을 해치고 백성을 도탄에 빠뜨리며 임금을 불의에 빠뜨려 종사를 위태롭게 하였으니 그 죄는 부관참시(剖棺斬屍)하고 적몰가산(籍沒家産)해야 합니다.” 라고 하였다. 결국 그는 부관참시되었고, 후에 누군가 시신을 다시 수습하여 매장하였다.

### 사후
경기도 여주군 여주읍 능현리 산24-8의 선영에 안장되었다. 근처에 아버지 임원준, 할아버지 임견의 묘소가 있다.
셋째 아들 임희재는 김종직의 문인으로 화를 당하였으므로 연좌되지 않았고, 그의 외사촌 동생 남곤 역시 김종직의 제자인 사림파 정치인으로 무오사화와 갑자사화로 유배생활을 하였으므로 연좌되지 않았다. 남곤은 유배 중 연산군을 축출하자는 박원종, 성희안 등의 거사에 동조, 지지를 보내기도 한다. 1489년(성종 20년)에 그를 비판하여 논란이 된 처조카 주계부정 이심원 역시 사림파 인사로 김종직의 문인이었다.
선조 이후 사림파가 집권하면서 그는 간신의 대명사로 비판 일색이었다. 허균(許筠)의 홍길동전에서 조차 그는 간신으로 매도된다.
대한민국 작가 정비석의 작품인 《소설 연산군》에서는 그가 연산군을 충동한 인물로 묘사되었다. 그러나 1995년 이후 연산군에 대한 재평가가 시작되면서 일방적으로 간신으로 몰린 임사홍이 간신이거나 갑자사화의 직접적인 원인제공자는 아니라는 이견도 대두되고 있다. 특히 사림들이 강력하게 주장했던 갑자사화의 주범이라는 기록부터가 실록을 세부적으로 살펴보면 오히려 갑자사화의 피해자 쪽에 가까운 것이 확인되면서 임사홍의 평가가 과도하게 펌하받았다는 의견도 있다. 원래는 중종때 사관들의 평가에 따라 임사홍이 사림파를 해치기 위해 갑자사화를 일으켰다는 설이 통설로 제기되어 왔으나, 정작 당시 실록기록을 살펴보면 갑자사화 때 주요 피해자들이 과거 임사홍을 변호하던 훈구파 인사들이었으며, 직접적인 원한관계에 있는 인물은 처조카 이심원만이 유일했으므로 임사홍 본인도 자신을 옹호해준 훈구파인사들과의 친분 때문에 같이 숙청당할뻔 한 사실들이 밝혀지면서 1970년대 이후 궁중파대 부중파의 갈등이라는 새로운 시각이 등장하였다.

## 가족 관계
- 증조부 : 임거경(任巨卿)
- 할아버지 : 임견(任肩)
- 아버지 : 임원준(任元濬, 1423년 ~ 1500년/1506년(?))
- 어머니 : 정경부인 의령 남씨, 남규의 딸, 남곤의 고모
  - 동생 : 임사영(任士英, 1449년~1506년)
- 부인 : 전주 이씨, 보성군(寶城君)의 딸(효령대군의 손녀)
  - 장남 : 풍천위(豊川尉) 임광재(任光載, 1464년 - 1495년) - 예종의 딸 현숙공주와 혼인
  - 차남 : 임희재(任熙載, 1472년 - 1504년)
  - 삼남 : 임문재(任文載, 1473 - ?)
  - 사남 : 풍원위(豊原尉) 임숭재(任崇載, 1475년 - 1505년) - 성종의 딸 휘숙옹주와 혼인
  - 장녀 : 풍천 임씨(豊川 任氏, 1468년 - ?)
  - 차녀 : 풍천 임씨(豊川 任氏, 1479년 - ?)
  - 사위 : 노종(盧種, 노사신의 손자)
- 외조부 : 남규(南珪)
  - 외삼촌 : 남치신(南致信, 1420년경(?) - ?)
    - 외사촌 동생 : 남포(1459년 - 1540년)
    - 외사촌 동생 : 남곤(1471년 - 1528년)
- 사돈 : 노공유(盧公裕, 노종의 아버지)
- 사돈 : 노사신

## 관련 작품

### 드라마
- 《설중매》 (MBC, 1984년~1985년 배우:신충식)
- 《한명회》 (KBS, 1994년~1994년 배우:안병경)
- 《장녹수》 (KBS, 1995년~1995년 배우:이영후)
- 《왕과 비》 (KBS, 1998년~2000년 배우:임혁)
- 《왕과 나》 (SBS, 2007년~2008년 배우:임병기)
- 《인수대비》 (JTBC, 2011년~2012년 배우:박승호)
- 《7일의 왕비》(KBS2, 2017년 배우:강신일)

### 영화
- 《간신》 (2015년 배우:천호진)

## 작품
- 서거정묘비명 (徐居正墓碑銘)
- 노문광공사신신도비명 (盧文匡公思愼神道碑銘)
- 월산대군이정비명 (月山大君李婷碑銘)
- 이계손묘비명(李繼孫墓碑銘)
- 한확 묘비명(韓確墓碑銘)
- 박중선묘비명(朴仲善墓碑銘)
- 영원윤호묘비명(鈴原尹壕墓碑銘)
- 대사헌정경조묘비명 글씨

## 사상과 신념

### 공정성
성종이 정희왕후, 인수왕비 등의 뜻에 따라 내불당을 설치했을 때 앞장서서 반대했으며, "재상이라고 해도 법을 어기면 단호하게 처벌해야 합니다"라고 진언하기도 했다. 그는 지위고하를 막론하고 월권행위나 뇌물 수수, 범법행위를 하면 가차없이 탄핵하였고, 그 중에는 공신들과 공신자제들도 있었다.

### 충신 등용
그는 임금에게 충신과 어진 신하를 가려서 쓰고, 간신을 분별할 줄 알아야 된다는 뜻을 여러번 건의하였다.
"충신과 간신을 잘 구분하여 충신을 높이고 간신을 물리치는 것이 정치의 요체입니다. 전하께서는 부디 유념하소서."라고 간하기도 했다.

## 평가와 의문
그의 글씨는 자타가 공인하는 당대의 으뜸이었다. 중국어에도 능통해 중국에 여러 차례 사신으로 다녀오기도 하고, 사역원과 승문원에서 중국어를 가르치기도 했다. 최용범에 의하면 그는 '유자광과는 비교도 안되는 명문 주류이자, 세조 시대의 한명회나 유자광처럼 박학다재(博學多才)하여 거친 데라고는 없는 우아한 선비였다.'고 평하였다.
홍문관 교리 등 청요직에 있을 때의 그는 소신이 뚜렷하며 바른 말을 잘 한다는 평가를 받았다.
최용범은 "연산군도 임사홍도 시대의 모순이 낳은 사생아들이었다. 그들은 파격과 폭력으로 채워지지 않는 허무를 채웠다. 물론 그 허무를 극복하여 더 높은 차원으로 승화시킬수도 있었을 것이다. 그러나 그것은 성인(聖人)에게나 가능했다. 그리고 어느 시대, 어느 사회에서든지 보통의 인간에게 성인이 될 것을 기대해서는 안되는 것이다."라 하여 그 역시 혼란기에 권력의 암투로 미래를 예측할 수 없었던 시대의 희생자로 보기도 했다.
왜냐하면 사림파 집권 이후 그는 성종의 유지를 깨고 연산군에게 생모 폐비 윤씨의 일을 꺼내 무도하게 많은 사람을 죽게 했다는 비판이 가해졌기 때문이다. 그러나 그가 사건의 전말을 전하기 이전에 연산군은 폐비 윤씨의 존재를 알고 있었고, 외조모와 외숙부의 석방에 앞장서기도 했다.
연산군이 사화를 일으킨 것은 모친 폐비 윤씨를 추숭하는데 반대한 사림파의 행동을 왕권에 도전한 것으로 간주한 것도 하나의 원인이었다. 1990년대에 가서야 그가 사화를 일으킨 장본인인가 하는 여론에 대한 의문이 제기되기 시작하였다.
밝혀진 내용으로는 임사홍의 부친 임원준은 세조의 명을 충실히 따라 의약· 풍수·역술 등에 해박한 조예를 쌓았는데 훗날 사림파의 대부가 된 김종직은 당시 조선의 사대부가 잡학을 배우는 것은 있을 수 없다고 반대해 세조의 노여움을 받아 파직된 사례가 있는 것을 보면 어느정도 여론의 왜곡을 파악할 수 있다.
김종직은 임원준의 태도를 몹시 못마땅하게 생각했을 것이고 임사홍 역시 그의 부친 못지않게 잡학에 해박하여 선입감으로 이어진 김종직과 임사홍의 부친 임원준과의 오랜 악연이 적잖이 작용했기 때문이라고 볼 수 있다.
특히 임사홍을 '간신은 겉으로 봐서는 모르는 법입니다. 임사홍 같은 경우 항상 점잖고 관대하여 인격자처럼 보였습니다'라는 표현에서 사림파에 의하여 역사에서 철저히 버림받은 사람으로 임사홍에 대한 왜곡이 노출되고 있다.

당시 임사홍의 아들인 임희재와 외사촌 동생인 남곤이 김종직의 문인이었는데 사림파로 몰려 화를 입었지만 훈구파에서 구제받지는 못했다. 이것이 사림파에서 임사홍을 불구대천지원수(不俱戴天之怨讐)로 생각할 만큼 조선 중기에는 가문마다 훈구파와 사림파의 구분이 명확하지 않았다는 증거로 왜곡을 바로잡고 올바르게 평가를 해야 하는 단초가 되고 있다.

## 논란과 의혹

### 갑자사화 배후설
갑자사화는 임사홍이 사림에 대한 개인적인 복수를 위해 연산군을 부추겨 일으킨 것이라는게 중종 이후의 해석이었다. 그러나 그렇게 보기에는 무리가 있다. 희생자들 중에서 임사홍이 원한품었을 법한 사람은 자신의 처조카이면서 자신을 나락으로 밀어넣었던 이심원과 그 아들 이유녕 뿐이었다. 이극균이나 어세겸, 홍귀달 등은 오히려 임사홍을 두둔해 온 편이었던 것이다. 연산군은 자신의 복수를 했을 수 있으나 임사홍의 복수를 해주지는 않았던 셈이다.
오히려 갑자사화 당시에 임사홍은 앞서 언급한 이극균과의 친분 때문에 참수당할 위기까지 처했기에 중종때 사림들이 말하는 임사홍의 갑자사화 배후설은 더더욱 설득력이 부족하다.

### 발언 파문
갑자기 대사간에 임명된 임사홍은 사간원을 제대로 장악하지 못했다. 그래서 이내 예조참의로 옮겼고, 다시 이조참의를 맡았다가 도승지로서 임금을 보좌하게 했다. 그런데 성종 9년 4월 21일 임사홍은 별 생각 없이 한마디 했다가 마침내 나락으로 떨어지고 만다.
당시 흙비가 내리는 천변이 있었다 하여, 대간의 요청으로 술을 일절 금하기로 했었다. 임사홍은 이에 대하여 연이어 제사가 있는데 술을 전부 금할 수 있겠느냐며 "약간의 흙비가 내렸다고 그것을 천변이라 하여 무턱대고 삼가는 것은 지나칩니다."라고 말한 것이다. 그리고 "대간들이 강력하게 주청하니 어쩔수 없지 않은가"라는 성종의 대답에 "대간의 말이라고 무조건 들어주어서야 되겠습니까?"라고 대답했다. 이는 사간원, 사헌부에게 공격의 빌미를 제공한다.
금주령에 대한 임사홍의 말은 하늘의 꾸지람을 겸허히 받아들이는 임금의 자세를 부정하고 임금이 '사치 향락'에 빠져들도록 부추긴 것이며, 대간에 대한 말은 바로 언론을 탄압하고 폭군을 양성하려는 음모라는 것이었다. 언론 3사가 일제히 임사홍을 간신으로 지목하고 처벌할 것을 주장했다. 대간의 언론권을 늘 존중해 왔던 성종은 임사홍의 말을 다소 마땅치 않게는 여겼지만, 죄줄 일이라고 보지도 않고 있었다. 하지만 언론은 임사홍의 아버지 임원준까지 끌어들이면서 처벌해야 한다는 뜻을 굽히지 않았다.
"임사홍은 소인이며 임원준은 탐욕스럽고 부패하였다"는 이유였다. 성종은 마침내 대간들을 소집하여 임사홍 부자를 그토록 탄핵하는 이유를 물었는데, 별로 뾰족한 근거가 나오지 않았다. 성종은 대간들을 파직시켜 버리고, 어쨌든 임사홍도 체임시킨다. 임사홍이 말실수를 했다 하여 그의 직첩도 거두었다.

### 친척들과의 갈등
1478년 4월 9일 주계부정 이심원이 세조 때의 훈구파 대신을 기용하지 말 것을 상주했다. 같은 날 그가 돌아가자 도승지 임사홍은 성종에게 상소하기를 조신들이 말을 쉽게 한다고 지적했다. 4월 1일 흙으로 된 비가 내리자 4월 7일 언관들이 이를 재앙이라고 주장하며 왕은 근신하고 술도 마셔서는 안된다고 했다. 그러자 4월 21일과 4월 28일 임사홍은 겨우 황사 때문에 근신하라는 것은 지나치다고 반박했다.
이런 이유로 임사홍은 간관들에게 여러번 공격을 당했다. 1478년 4월 28일 대사헌 유지(柳輊)가 그의 발언에 대해 모두 나라를 망하게 하는 말로서 총명(聰明)을 막고 덮으며 대간을 저해하고 억제한다고 지적한 이후 그에 대한 공격은 계속되었고, 성종은 홍문관·예문관에서 임사홍이 소인임을 알고도 말하지 않았다며 국문을 가했다.
4월 29일 주계부정 이심원은 임사홍과 그의 아버지 임원준을 탄핵하면서 임사홍이 신의 숙모부(叔母夫)이기 때문에 그 사람됨을 자세히 아는데, 참으로 소인이라 하면서 언관들의 파면이 부당하다고 상주했다. 동시에 성녕대군의 양자 원천군이 정실에게는 아들이 없고 첩에게만 아들이 있었다. 임원준이 성녕대군 집의 재산이 많은 것을 알고 원천군의 서자 대신 보성군을 성녕대군의 양자로 입양시키려던 것도 지적하였다. 그러자 같은 날인 4월 29일 보성군 이합이 직접 가서 임사홍의 편을 들면서 대죄하였다. 성종은 같은 날 이심원과 임사홍, 임원준을 불러 대질심문을 시키기도 했다. 뒤에 보성군 합은 주계부정 이심원을 불효죄로 고소하여 사건이 확대되었다.
남곤은 그를 어리석은 사람이라고 혹평하였다.

## 기타
- 갑자사화는 연산군이 자신의 생모 폐비 윤씨를 추숭하는 과정에서 선왕의 유지를 이유로 강력하게 반대한 사림파와의 갈등 속에서 발생하였다. 그가 갑자사화의 직접적인 원인 제공자라 보기는 어려우나 그가 반정군에게 죽은 이후 연산군의 폭정의 원인을 그가 부추긴 것처럼 전래되었다.
- 조선시대에는 왕릉 이외에는 무인석을 세우지 못하게 되어 있다. 그러나 그는 1504년 아버지 임원준이 죽자, 무덤을 조성하면서 무인석을 배치해 놓았다.

## 같이 보기
| - 훈구파 - 사림파 - 갑자사화 - 무오사화 - 신수근 - 신승선 - 연산군부인 신씨 - 신숙주 - 유자광 - 한명회 - 권람 - 봉석주 - 정창손 - 정인지 | - 폐비 윤씨 - 거창군부인 신씨 - 어우동 - 임영대군 - 학조 - 주계군 - 보성군 - 남치신 - 세조 - 예종 - 성종 - 월산대군 - 박원종 - 신수영 | - 신사헌 - 김종직 - 김숙자 - 임광재 - 임희재 - 임숭재 - 남곤 - 남포 |

## 참고 문헌
- 《중종실록》14 집 71 면.
- 대동야승
- 연려실기술
- 국조방목
- 국조인물지